# Robert Hassencamp
Robert Hassencamp (ur. 24 sierpnia 1848 w Weyhers  – zm. 1902 w Düren) – profesor, niemiecki historyk i pedagog.

## Życiorys
Syn Ernsta Conrada Hassencampa, heskiego aptekarza, kupca i geologa. Absolwent gimnazjum w Fuldzie. Ukończył nauki historyczne na uniwersytetach w Würzburgu i w Getyndze. W 1870 otrzymał tytuł doktora filozofii w dziedzinie historii.
Pracował jako nauczyciel nauk humanistycznych w szkołach w Marburgu, Bytomiu, Bydgoszczy, Poznaniu (Gimnazjum św. Marii Magdaleny), Ostrowie (Królewskie Gimnazjum), Düsseldorfie i w Düren. W gimnazjum ostrowskim pracował w latach 1881–1894. Stworzył tam szkolny teatr, a ukoronowaniem jego pracy było wystawienie przez jego wychowanków na rocznicę pięćdziesięciolecia szkoły (1895) Walensteins Lager Friedricha Schillera. Pomimo panującego wówczas Kulturkampfu uchodził za dobrego i bezstronnego pedagoga. W 1891 roku otrzymał tytuł profesora, a w 1894 radcy szkolnego.
Publikował prace z zakresu historii Wielkiej Brytanii i Irlandii oraz Niemiec. Publikował także artykuły i przyczynki historyczne, m.in. w Düsseldorfer Jahrbuch, Zeitschrift der Historischen Gesellschaft für die Provinz Posen, Beiträge zur Geschichte des Niederrheins i inne, między innymi dotyczące stosunków polsko-niemieckich w XVII wieku.
Najważniejsza jego publikacja, Geschichte Irlands von der Reformation bis zu seiner Union mit England, traktuje o historii i relacji Irlandii i Wielkiej Brytanii przełomu XVII i XVIII wieku, przy czym rozpoczyna się przypomnieniem wspólnych dziejów obu krajów począwszy od XII wieku.

## Wybrane publikacje
- Irland in der Zeit von 1660-1760 Ostrów 1883,
- Geschichte Irlands von der Reformation bis zu seiner Union mit England Lipsk 1886, wydanie anglojęzyczne Londyn 1888,
- Neue Briefe Christoph Martin Wielands vornehmlich an Sophie von La Roche (listy Martina Wielanda do Sophie von La Roche) Stuttgart 1894.